# Bees Creek
Bees Creek è una città situata nel Territorio del Nord, in Australia; essa si trova 30 chilometri a sud-ovest di Darwin e 1.470 chilometri a nord di Alice Springs ed è la sede della Municipalità di Litchfield. Al censimento del 2006 contava 1.000 abitanti.